# Шашков, Анатолий Тимофеевич
Анато́лий Тимофе́евич Шашко́в (27 января 1953 — 16 сентября 2007) — советский и российский историк, специалист по Средневековью и Новому времени Урала, профессор УрГУ.

## Биография
Родился в семье служащих в городе Топки Кемеровской области.
В 1970—1975 гг. учился на отделении истории гуманитарного факультета НГУ. В 1975—1977 гг. работал в школе, инженером по рекламе на Бердском радиозаводе.
С 1977 года работал на кафедре истории СССР досоветского периода исторического факультета УрГУ им. А. М. Горького старшим лаборантом, младшим научным сотрудником, а затем ассистентом. Здесь же с 1979 по 1982 г. учился в аспирантуре. 13 октября 1982 г. защитил кандидатскую диссертацию по теме «Сочинения Максима Грека в старообрядческой рукописной традиции и идеологическая борьба в России во второй половине XVII — первой половине XVIII вв.» (научный руководитель — академик Н. Н. Покровский).
С лета 1978 года на протяжении двадцати лет был активным участником Уральской археографической экспедиции. С 1991 г. являлся директором созданного по его инициативе научно-производственного многопрофильного предприятия «Волот». В 1991 г. получил ученое звание доцента.
В 1990—1993 гг. учился в докторантуре УрГУ (тема докторской диссертации: «Старообрядческое движение на Урале и в Сибири в XVII — начале XVIII в.»). С 1996 г. заведовал кафедрой истории России УрГУ (с 2001 г. — в должности профессора).
В 1999 году возглавил созданный в УрГУ Угорский научно-исследовательский центр. Член Ученого совета исторического факультета УрГУ и Объединенного Ученого совета по гуманитарным наукам УрО РАН (с 1996 г.). Являлся членом редколлегий и ответственным редактором ряда научных изданий, в том числе серийного сборника научных трудов «Проблемы истории России»
.
Похоронен на Широкореченском кладбище г. Екатеринбурга.

## Научные интересы и вклад в науку
Область научных интересов: проблемы истории и источниковедения социальных отношений, русской культуры и общественно-политической мысли периода Средневековья и Нового времени. Специалист по истории старообрядчества, древнерусской литературы и книжности.
Впервые в исторической науке, используя методы палеографии, текстологии и кодикологии, показал на примере судьбы идейно-литературного наследия Максима Грека особенности механизма становления и развития системы авторитетов в старообрядческой идеологии; ввел в научный оборот и опубликовал значительный комплекс неизвестных ранее письменных источников XVII—XIX вв.; впервые исследовал важнейшие процессы, связанные со староверческим движением на севере и востоке России, в том числе дал новые подходы к пониманию сущности и характера массовых старообрядческих самосожжений; на основании тщательного источниковедческого анализа предложил новую версию истории сибирского похода Ермака Тимофеевича; внес существенный вклад в изучение начальных этапов освоения Урала и Сибири.

## Научные труды
Автор более 250 научных и учебно-методических работ, в том числе статей в изданиях энциклопедического и справочного характера («Словарь книжников и книжности Древней Руси», «Православная энциклопедия», «Уральская историческая энциклопедия»), более десятка коллективных монографий и книг, а также учебников по истории Урала и Югры.

## Основные работы
- Шашков А. Т. Поморский кодекс сочинений Максима Грека // Источниковедение и археография Сибири. — Новосибирск, 1977. — С. 93—123.
- Шашков А. Т. Максим Грек в старообрядческой рукописной традиции XVIII в. Урала, Поморья и Сибири // Из истории духовной культуры дореволюционного Урала. — Свердловск, 1979. — С. 28—39.
- Шашков А. Т. Яков Борисов сын Лепихин (из истории уральского старообрядчества конца XVII в.) // Культура и быт дореволюционного Урала. — Свердловск, 1989. — С. 46—58.
- Шашков А. Т. Самосожжения как форма социального протеста крестьян-старообрядцев Урала и Сибири в конце XVII — начале XVIII в. // Традиционна духовная и материальная культура русских старообрядческих поселений в странах Европы, Азии и Америки. — Новосибирск, 1992. — С. 294—300.
- Древний город на Оби: история Сургута. — Екатеринбург, 1994. — 322 с. [Совм. с Н. Н. Барановым, Д. В. Бугровым и др.]
- Нягань: город на историческом фоне Нижнего Приобья. — Екатеринбург, 1995. — 154 с. [Совм. с Н. Н. Барановым, Д. В. Бугровым, С. В. Горшковым и др.]
- Очерки истории Коды. — Екатеринбург, 1995. — 192 с. [Совм. с В. М. Морозовым, С. Г. Пархимовичем]
- История Урала с древнейших времен до конца XVIII в.: учеб. пособие. — Екатеринбург, 1996. — 128 с. [Совм. с Д. А. Рединым]
- Очерки истории и культуры города Верхотурья и Верхотурского края. — Екатеринбург, 1998. — 288 с. [Совм. с В. И. Байдиным, Е. М. Главацкой и др.]
- Духовная литература староверов востока России XVIII—XX вв. / Подгот. текстов, коммент. В. И. Байдина и А. Т. Шашкова. — Новосибирск: Сибирский хронограф, 1999. — 800 с.
- История Ханты-Мансийского автономного округа с древности до наших дней: Учеб. для старших классов. — Екатеринбург: НПМП «Волот», 1999. — 472 с. [Совм. с Н. Н. Барановым, С. В. Горшковым и др.]
- Очерки истории Югры. — Екатеринбург: НПМП «Волот», 2000. — 408 с. [Совм. с Н. Н. Барановым, С. А. Белобородовым и др.].
- Шашков А. Т. Начало присоединения Сибири // Проблемы истории России. Вып. 4: Евразийское пограничье. — Екатеринбург, 2001. — С. 8—51.
- Шашков А. Т. Из истории сибирской ссылки протопопа Аввакума // Старообрядчество в России (XVII—XX вв.). — М., 2004. — Вып. 3. — С. 43—74.
- Шашков А. Т. Самаровский ям и его жители в XVII в. // Западная Сибирь: прошлое, настоящее, будущее. — Сургут, 2004. — С. 65—89.
- Шашков А. Т. Избранные труды. / Отв. ред. И. В. Починская. — Екатеринбург, 2013. — 736 с.

### Статьи вБРЭ
- АВВАКУ́М ПЕТРОВ : [арх. 20 января 2023] / А. Т. Шашков, В. В. Калугин // Большая российская энциклопедия : [в 35 т.] / гл. ред. Ю. С. Осипов. — М. : Большая российская энциклопедия, 2004—2017.